# Pipeline Goldfields

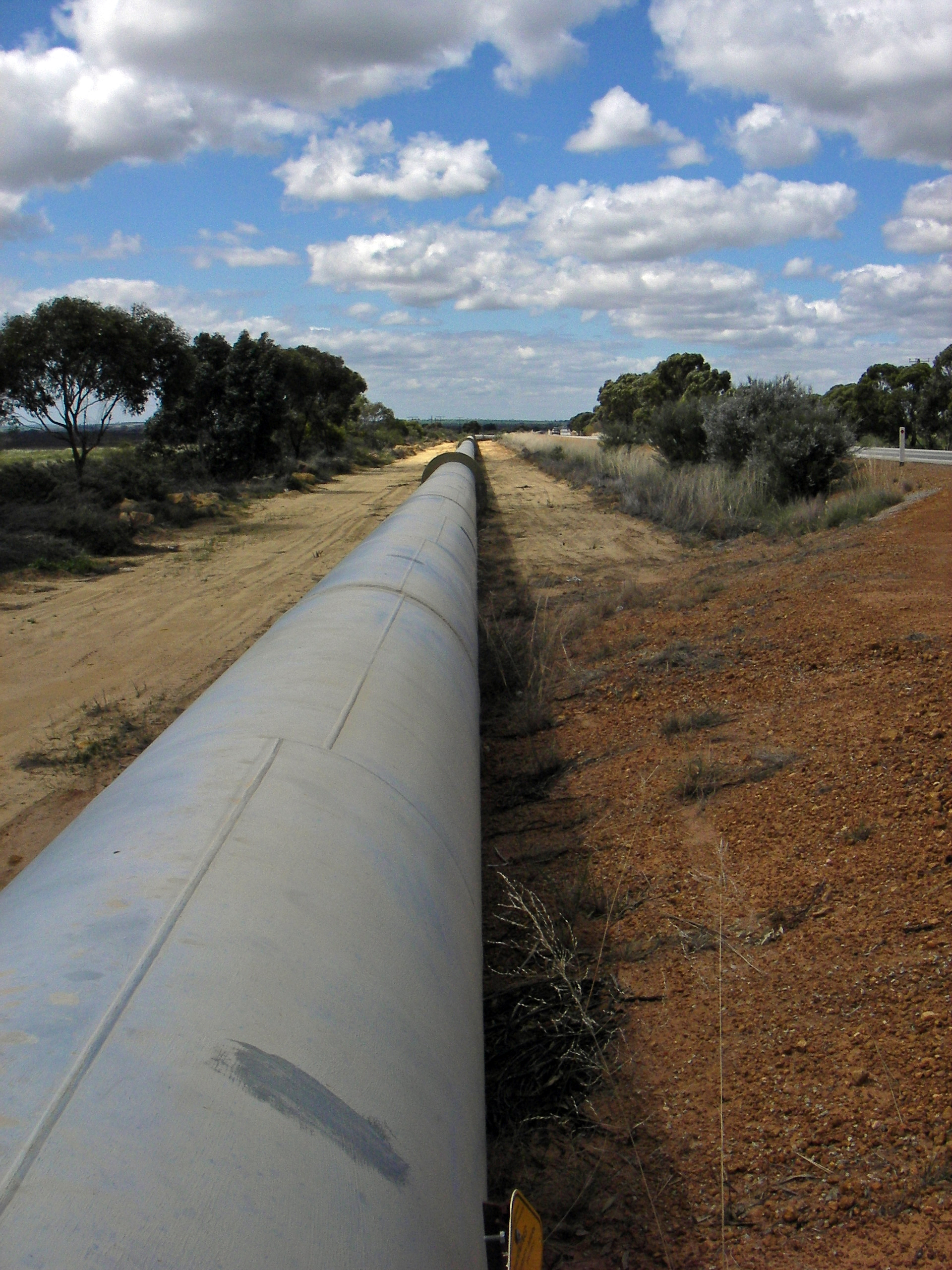
Le Pipeline Goldfields.

Le Pipeline Goldfields, aussi appelé en anglais Goldfields Water Supply Scheme et  Goldfields and Agricultural Water Supply Scheme (GAWS), et originellement connu sous le nom de Coolgardie Goldfields Water Supply Scheme, est l'un des plus grands pipelines de transport d'eau au monde, situé en Australie-Occidentale. Il relie le barrage de Mundaring Weir (en), près de Perth, au réservoir du Mont Charlotte (ceb), à Kalgoorlie, 530 km plus loin.

## Sources

## Compléments

### Lecture approfondie
- Le Page, J. S. H. (1986) Building a state : the story of the Public Works Department of Western Australia 1829-1985 Leederville,W.A: Water Authority of Western Australia.  (ISBN 0724468625)